# Deja Vu (album Hetmana)
Deja Vu – dziewiąty album zespołu Hetman.

## Lista utworów
1. „Everybody Hell Now” - 4:11 (muz. J. Hertmanowski; sł. P. Bielecki)
2. „Radiolove” - 5:28 (muz. J. Hertmanowski; sł. P. Bielecki)
3. „Bells From Hell” - 6:07 (muz. K. Dyczkowski, J. Hertmanowski; sł. P. Bielecki)
4. „Damned Soldiers” - 5:17 (muz. J. Hertmanowski; sł. P. Bielecki)
5. „Deja Vu” - 3:41 (muz. B. Balcerak; sł. P. Bielecki)
6. „Looking For Another Way” - 5:06 (muz. J. Hertmanowski; sł. Julia i Anna Hertmanowska)
7. „All Good Boys Die Young” - 4:53 (muz. J. Hertmanowski; sł. P. Bielecki)
8. „Still You” - 7:34 (muz. J. Hertmanowski, K. Dyczkowski; sł. P. Bielecki)
9. „Hold You Fire” - 3:27 (muz. K. Dyczkowski, J. Hertmanowski; sł. P. Bielecki)
10. „Rising Storm” - 6:16 (muz. J. Hertmanowski; sł. P. Bielecki)

## Skład
- Jarosław „Hetman” Hertmanowski – gitara prowadząca, gitara basowa, śpiew
- Marcin „Piorun” Gałkowski – gitara basowa
- Paweł „Biały” Bielecki – śpiew
- Maciej „Razor” Baran – instrumenty klawiszowe
- Dominik „Macic” Jędrzejczyk – perkusja

gościnnie
- Julia Hertmanowska – głos w utworze 2
- Piotr Bajus – solo w utworze 2
- Marek Śliwa – lektor w utworze 4
- Bogusław „Bibas” Balcerak – solo w utworach 5,6